# Nadata rubripennis
Nadata rubripennis är en fjärilsart som beskrevs av Berthold Neumoegen och Dyar 1893. Nadata rubripennis ingår i släktet Nadata och familjen tandspinnare. Inga underarter finns listade i Catalogue of Life.